# Liste der Äbte des Klosters Santa Maria de Vilabertran
Die Liste der Äbte des Klosters Santa Maria de Vilabertran weist die Äbte des Augustinerklosters Santa Maria de Vilabertran vom Gründer Pere Rigald (auch Pere Rigall, Pere Rigau und Petrus Rigaldi genannt) im Jahr 1069 bis zur Säkularisation im Jahr 1592 durch Papst Clemens VIII. – auf Antrag  König Philipps II. – aus.

## Äbte
- Pere Rigald (1069–1104)
- Arnau Adalbert (1105–1106)
- Berenguer (1107–1115)
- Pere Guillem (1120–1124)
- Ramon (1125–1127)
- Guillem (1127–?)
- Berenguer de Llers (1136–1142)
- Berenguer (1145)
- Pere Tarroja
- Ramon d’Orusall (1162–1177)
- Ramon (1190–?)
- Guillem (1191–1194)
- Pere de Talamanca (1196–1201)
- Bernat (1203–1212)
- Pere de Soler (1214–1217)
- Arnau (1217–1218)
- Ramon (1220–1244)
- Guillem d’Empúries (1244–1257)
- Arnau de Darnius (1259–1285)
- Dalmau de Servià (1285–1308)
- Pere (1308–1312)
- Guillem de Seixà (1314–1319)
- Guillem de Pau (1322–1333)
- Ermengol de Vilaric (1333–1347)
- Dalmau de Rocabertí (1347–1348)
- Ramon d’Escales (1348–1377)
- Guillem (1379–1398)
- Gaufred de Vilaric (1403–?)
- Antoni Girgós (1410–1435)
- Pere Nadal (1440–1456)

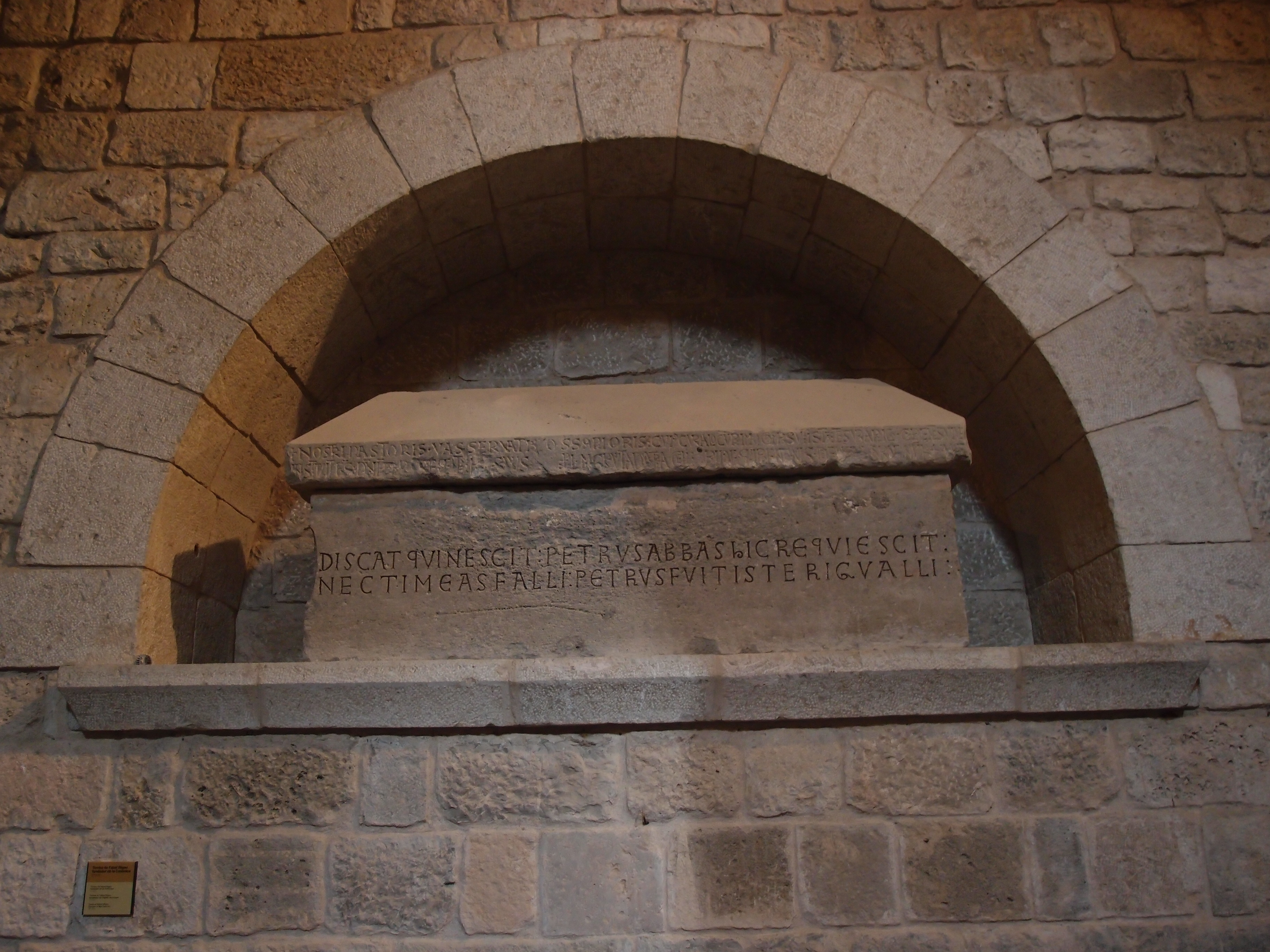
Steinsarg Pere Rigalds in der Klosterkirche von Santa Maria de Vilabertran

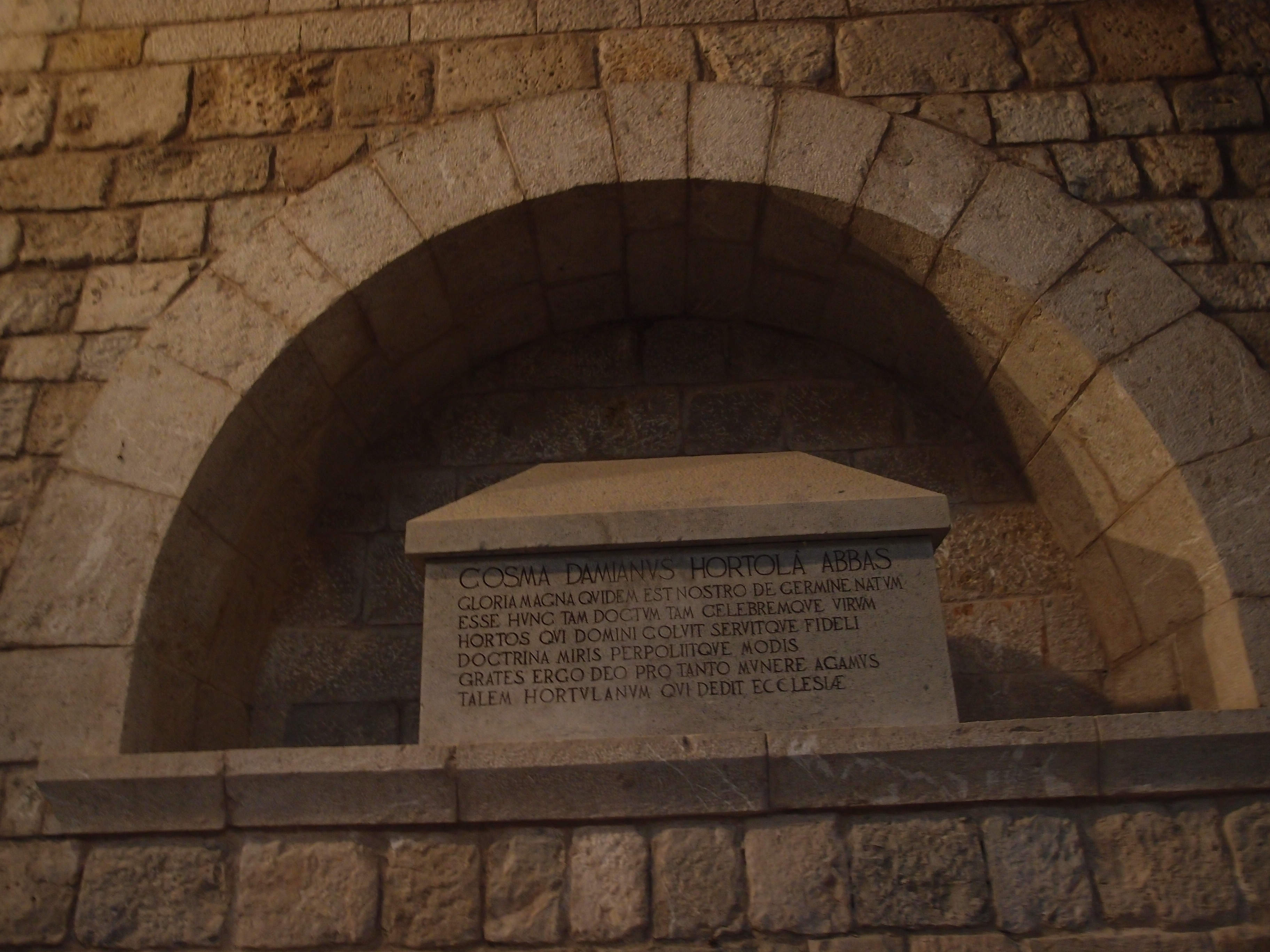
Steinsarg Cosme Damià Hortolàs in der Klosterkirche von Santa Maria de Vilabertran

- Guerau Berenguer de Cruïlles (1460–?)
- Gaspar de Cruïlles (1488–?)
- Berenguer de Cervelló (1534–1538)
- Pere Domènec (1545–1560)
- Cosme Damià Hortolà (1564–1568)
- Carles Domènec (1575–1580)

## Quelle
- Diverse Autoren: Catalunya Romànica, vol. 8, Empordà I. In: Enciclopèdia Catalana (Verlag: Enciclopèdia Catalana S.A., Barcelona)